# Gulmurod Khalimov
Gulmurod Khalimov ou Goulmourod Khalimov (en tadjik : Гулмурод Ҳалимов ; en arabe : جول مراد حليموف) ; né le 14 mai 1975 à Daraï Foni, en RSS du Tadjikistan, aujourd'hui au Tadjikistan, est un militaire tadjik, devenu ensuite djihadiste au sein de l'État islamique.

## Origines
Gulmurod Khalimov est le fils d'Abdusalim Khalimov. Il est né le 14 mai 1975 à Daraï Foni, un village du district de Varzob (en), à 35 kilomètres de la capitale Douchanbé,. 

## Carrière militaire

### Au Tadjikistan
De 1994 à 1996, il effectue son service militaire au sein de la garde présidentielle du Tadjikistan (en). Après avoir terminé son service militaire avec le grade de caporal, il intègre le détachement mobile des forces spéciales (OMON) du ministère des Affaires intérieures au printemps 1996. 
En 1997, il effectue un stage au sein des Spetsnaz à Moscou (Russie). 
En 2000, il intègre l'école de police du Tadjikistan (en), nouvellement créée, dont il sort avec le grade de major en 2005. Toujours en 2005, il apparaît en une d'une revue commémorant les dix ans de la création de l'OMON. Le portrait qui est dressé de lui en page 17 est particulièrement élogieux : « Ce n'est pas un hasard si Savadi et Gulmurod Khalimov ont été nommés commandants de compagnie. Ces gars-là ont commencé leur carrière dans l'OMON en tant que tireur d'élite, acquérant des connaissances et de l'expérience non pas dans les livres, mais après avoir vécu toutes les difficultés du service dans la militsi : des années de guerre civile, la perte d'amis et de collègues, un entraînement quotidien pour pratiquer la tactique et tout ce qu'un membre de l'OMON devrait savoir et être capable de faire. C'est pourquoi ils enseignent désormais à tous ceux qui viennent servir dans l'OMON pour la première fois une profonde compréhension du devoir patriotique, afin que quiconque sert la cause de l'ordre public soit lui-même parfaitement droit devant la loi. ».  
De 2003 à 2014, il suit plusieurs formations militaires aux États-Unis, y compris au centre d'entraînement de la société militaire privée Blackwater,. 
De 2008 à 2009, il est le commandant adjoint de l'OMON en charge de l'entraînement au combat. Il participe lui-même à des affrontements contre des groupes armées non-étatiques (en) dans la vallée de Rasht (en) en 2009 et dans la région de Khorog en 2012. 
En 2013, Khalimov prend le commandement de l'OMON avec le grade de colonel (polkovnik). Il est alors le patron de l'antiterrorisme tadjik et assure, entre autres, la sécurité de l'ambassade américaine (en),.  
Le 23 avril 2015, Khalimov ne se présente pas à une réunion avec le ministre des Affaires intérieures, Ramazon Rahimzoda (en). Contactée, sa première épouse, Nazokat Murodova, affirme qu'il vit « depuis un certain temps » avec sa seconde épouse, Khumairo Mirova. Cette dernière déclare aux autorités que son mari lui a dit qu'il « partait en mission quelques jours », avant de disparaître,,,. Rapidement, des rumeurs sur les causes de sa disparition commencent à se répandre. Certains disent qu'il a rejoint l'opposition et s'est retranché dans les montagnes, d'autres disent qu'il s'est mis à dos le fils du président, entraînant son élimination.  

### Au sein de l'État islamique
Le 12 mai 2015, une autre rumeur concernant la disparation de Khalimov apparaît dans la presse : il aurait rejoint l'État islamique (EI) en Syrie. Le 27 mai 2015, cette rumeur se retrouve confirmée par une vidéo de Furat (en), dans laquelle Khalimov revient sur sa carrière et les raisons qui l'ont poussé à rejoindre l'organisation djihadiste. Selon le journaliste russe Arkadi Doubnov, il s'agit en premier lieu des « actions dangereuses, irréfléchies, imbéciles du gouvernement (ru), qui profanait les traditions musulmanes et le mode de vie de ses compatriotes ». Khalimov évoque en particulier une proposition du chef de la police criminelle, Nazar Kudratov, de tourner un spot dans lequel des jeunes femmes portant le hidjab buveraient de la vodka avec des hommes le long d'une rivière. Toujours dans la vidéo, il insulte le président Emomali Rahmon et ses ministres de « bande de chiens » et leur assure que beaucoup « de frères attendent ici [...] pour entrer au Tadjikistan et y rétablir la charia ». Son message s'adresse également aux travailleurs migrants tadjiks en Russie (ru), à qui il demande de ne pas être « les esclaves des mécréants » mais « les esclaves d'Allah » et de rejoindre « le djihad » afin « de construire le califat et l'État islamique ». Enfin, il menace la Russie et les États-Unis, où il promet de « porter le djihad »,,,. 
Le 31 mai 2015, Khalimov est inscrit sur la liste des personnes recherchées par Interpol à la demande du Tadjikistan.  
Le 18 juin 2015, Khalimov apparaît dans une nouvelle vidéo de Furat, où il réagit aux rumeurs entourant sa défection.  
Le 22 juin 2015, Arabi Press annonce que Khalimov a été tué dans la nuit du 19 au 20 juin par un bombardement de l'armée arabe syrienne à Hawija al-Mariya, près de Deir ez-Zor. Le 23 juin, cette annonce est démentie par la publication d'une photo dans laquelle il apparaît blessé mais vivant sur un lit d'hôpital.      
Le 30 août 2016, le département d'État des États-Unis met sa tête à prix, à trois millions de dollars.
Vers début septembre 2016, il est nommé « Ministre de la guerre » de l'État islamique après la mort d'Abou Omar al-Chichani. 
Il dirige les défenses de l'État islamique lors de la deuxième bataille de Mossoul. Selon The Times, il aurait été tué à Mossoul par une frappe aérienne à la mi-avril 2017. Le 8 septembre 2017, la Russie affirme pour sa part avoir mortellement blessé Gulmurod Khalimov lors d'une frappe aérienne à Deir ez-Zor et indique qu'il aurait succombé dans la localité d'al-Mouhassane.